# Go Let It Out
Go Let It Out ist ein Lied der britischen Britpop-Rockband Oasis, das von Noel Gallagher verfasst wurde. Es war die erste Singleauskopplung ihres Albums Standing on the Shoulder of Giants und wurde noch vor dessen Erscheinen am 7. Februar 2000 veröffentlicht. In den britischen Charts erreichte es den ersten Platz.
Der Inhalt des Liedes ähnelt dem 1995 erschienenen Lied Roll with It. Der Hörer wird direkt angesprochen und dazu aufgefordert, sich seinem Leben zu widmen und es selbst zu bestimmen. Das Lied beginnt mit einem Schlagzeug-Sample aus Johnny Jenkins Coverversion von Dr. Johns I Walk on Gilded Splinters.
Ferner kann der Titel als Verweis auf eine Textstelle des Beatles-Liedes Hey Jude gedeutet werden, in der es heißt „so let it out and let it in“. In einem Interview beschrieb Noel Gallagher den Song Go Let It Out als ein modernes Lied der Beatles.